# 內里茲

內里茲城中的纪念碑

內里茲是伊朗的城市，位於該國南部札格羅斯山脈東南部，由法爾斯省負責管轄，距離首府設拉子約175公里，海拔高度1,609米，2006年人口45,180。